# Ліванська війна (2006)
Лівано-Ізраїльський конфлікт 2006 року відомий в Лівані як Липнева війна, а в Ізраїлі як Друга ліванська війна — військовий конфлікт в Лівані і північному Ізраїлі, перш за все між Хезболлою і Ізраїлем. Конфлікт почався 12 липня 2006 року, через два тижні після початку конфлікту Ізраїль — сектор Гази 2006, а закінчився припиненням вогню 14 серпня 2006 року.
Конфлікт почався з набігу і артобстрілу бойовиків Хезболли, який привів до захоплення двох і вбивства трьох ізраїльських солдатів. Ізраїль ініціював повітряну і морську блокаду Лівану, масивні авіанальоти на численні об'єкти інфраструктури Лівану, і наземне вторгнення до південного Лівану. Хезболла почала численні ракетні напади на північний Ізраїль і зустріла Ізраїльську Армію на території Лівану блискавичними партизанськими нападами.
Конфлікт забрав життя більш ніж тисячі чоловік, здебільш громадянського населення Лівану, пошкодив інфраструктуру по всій території Лівану, витіснивши більш ніж мільйон ліванців з їх житла, припинив нормальне життя в усьому Лівані і північної частині Ізраїлю, в якій сотні тисяч ізраїльтян залишили свої домівки. Напади обох сторін на цивільне населення та інфраструктуру викликали гостру критику міжнародного співтовариства. Точні цифри втрат обох сторін ще не відомі і значно різняться в різних джерелах.
11 серпня Рада Безпеки Організації об'єднаних націй схвалила резолюцію номер 1701, яка вимагає припинення військових дій. 12 серпня ліванський уряд і Хезболла схвалили це рішення, а 13 серпня те ж саме зробив уряд Ізраїлю. Перемир'я, що встановлюється рішенням і прийняте як ліванським прем'єр-міністром Фуадом Синьйорой, так і ізраїльським прем'єр-міністром Егудом Ольмертом, почало діяти 14 серпня о 8:00 за місцевим часом. Проте, ще нема підтвердження, що Хезболла збирається роззброїтися на південь від річки Літтані, як того вимагає резолюція.

## Передумови
Масова втеча палестинців з Ізраїлю після арабо-ізраїльських війн 1949 та 1967 років, як і масове вигнання палестинців з Йорданії в 1971 після подій Чорного вересня, привели до напливу сотень тисяч палестинців до Лівану, в результаті чого баланс релігійних конфесій Лівану був порушений — шиїти стали найбільшою релігійною групою. Громадянська війна в Лівані (1975–1990) була прискорена, якщо не викликана, цим напливом. Палестинські організації почали затяжну прикордонну війну з Ізраїлем, деякі ліванські організації, перш за все Хезболла, підтримали їх та призвали до знищення Ізраїлю. В результаті, Ізраїль вторгся до Лівану в 1982 з метою знищення Організації визволення Палестини (ОВП), але був вимушений відступити під міжнародним тиском, залишивши тільки невеличку буферну зону уздовж кордону. Деякі з ліванських груп були союзниками Ізраїлю, такі як Армія Південного Лівану; деякі мали спільні інтереси, такі як Амаль, але інші знаходилися в гострій конфронтації з ним, як Хезболла. Проте громадянська війна закінчилася і коли більшість фракцій склали зброю в 1989–1991, Хезболла відмовились і продовжили конфронтацію. У 2000 році Ізраїль був вимушений відступити з буферної зони, але Хезболла та багато сил в Лівані все ще висувають претензії на невеличку територію Ферм Шеба, які все ще знаходяться під ізраїльським контролем.
Після виводу Ізраїлем військ з південного Лівану у 2000 та розформування Армії Південного Лівану, значна частина її зброї та укріплень були захоплені Хезболлою. Протягом наступних шести років південь країни майже повністю контролювався силами Хезболли, яка знаходила багато добровольців серед місцевого шиїтського населення. Вона користувалася підтримкою Сирії та Ірану та охоче давала притулок представникам палестинських організацій, які слідували спільній меті боротьби з Ізраїлем. Хезболла продовжила напади на Ізраїль, вимагаючи повернення Ферм Шеба та свободи для громадян Лівану в ізраїльських в'язницях, Періодично між ізраїльськими військами та силами Хезболли спалахували перестрілки, де обидві сторони намагалися відповідати обстрілами у відповідь на будь-які ворожі дії супротивника. Декілька обмінів ув'язнених все ж таки було влаштовано між двома сторонами.
У Лівані після Кедрової революції політична ситуація стала досить нестабільною. Блок 14 березня або Мученика Рафіка Харірі, який одержав перемогу на виборах 2005 року, ставив своєю метою протистояння сирійському впливу та роззброєння ополчень. Але у парламенті сформувалася впливова опозиція, сформована з шиїтських партій Хезболли та Амаль та послідовників генерала Мішеля Ауна, який намагався не допустити ізоляції Хезболли. Ряд важливих постів у кабінеті міністрів дістався опозиції — зокрема міністрами праці та зовнішніх відносин стали члени Хезболли. Через слабкість такого кабінету, блоку Харірі не вдавалося в значній мірі здійснити передвиборчі обіцянки, перш за все роззброїти формування Хезболли та поставити всю територію Лівану під контроль урядових військ.
26 травня 2006 в результаті терористичного акту на території Лівану було вбито лідера палестинської організації «Ісламський джихад» Махмуда Маджуба. Головна підозра впала на Ізраїль, і хоча той відкинув звинувачення, Хезболла почала перестрілку, яку зуміли припинити спостерігачі ООН.

## Хід війни

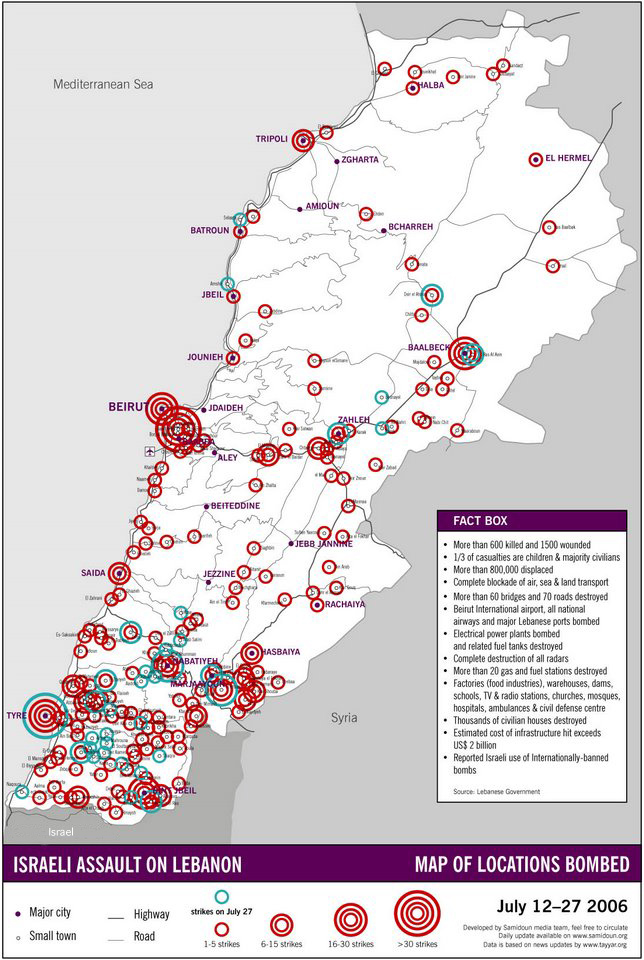
Карта ударів Ізраїля по території Лівану під час війни

12 липня Хезболла здійснила нову атаку, у якій було захоплено двох та вбито трьох ізраїльських солдат, ще 5 загинули у спробах звільнити захоплених. Генеральний секретар Хезболли Гасан Насралла запропонував Ізраїлю обміняти полонених на членів Хезболли — в'язнів ізраїльських тюрем. Ізраїль відповів початком широкої військової операції проти Хезболли та Лівану. Уряд Лівану та урядові війська практично не брали участі у військових діях, не маючи можливості підтримати ані іноземне вторгнення, ні дії Хезболли. При цьому, через досить різні політичні погляди, заяви представників уряду щодо конфлікту також досить різнилися.
З метою встановлення повної блокади Лівану та припинення можливих поставок озброєння до Хезболли із Сирії, ізраїльська авіація розбомбила основні автодороги, мости та аеропорти Лівану. З метою знищення керівників та баз Хазбалли значні авіаудари наносилися по житловим районам багатьох ліванських міст, переважно в районах населених шиїтами — тобто півдня Лівану, південного Бейруту та долини Бекаа. Хезболли відповіла ракетними обстрілами міст на півночі Ізраїлю. 23 липня Ізраїль почав наземне вторгнення до Лівану, ставлячи метою знищення позицій Хезболлина південь від річки Літані.

## Припинення вогню
11 серпня Рада Безпеки ООН прийняла резолюцію 1701 (вступила до сили 16 серпня), згідно з якою починається припинення вогню, Ізраїль повинен вивести війська із Лівану, на території південного Лівану Хезболла повинна роззброїтися, а ця зона — контролюватися ліванськими урядовими військами та контингентом з 15 тис. солдат ООН.

## Результати війни

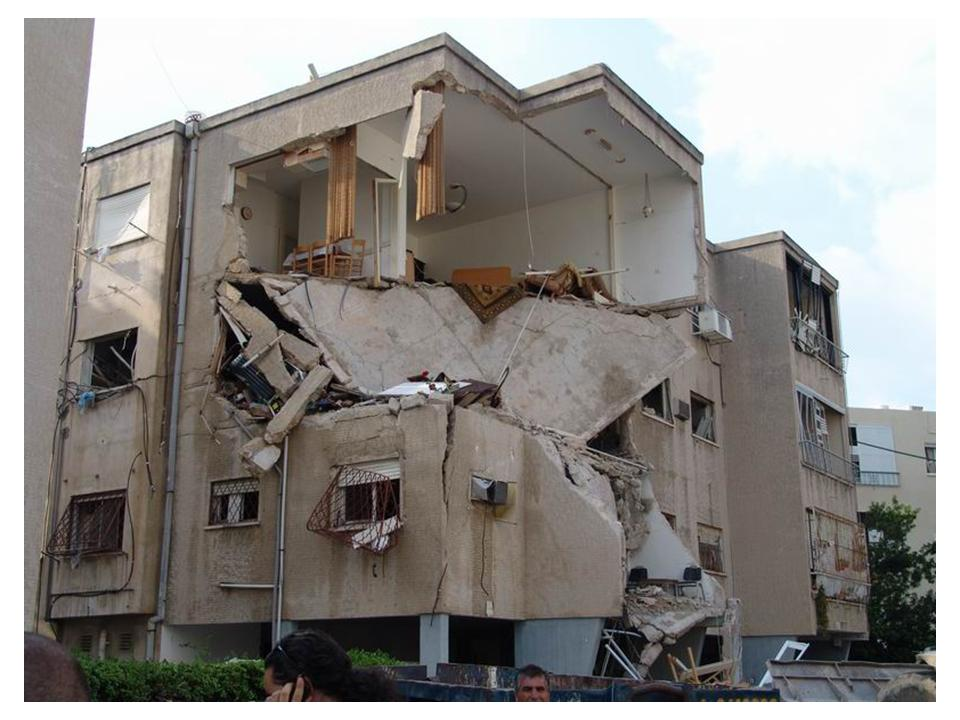
Будинок біля лікарні Рамбам в Хайфі, який потрапив під ракетний удар

У результаті війни загинуло понад 1200 ліванців (з яких 74 — члени Хезболли за її власними оцінками, або від 180 до 530 за оцінками Ізраїлю), 119 солдат і 44 громадянина Ізраїлю. Економічний збиток Лівану за оцінками уряду країни перевищив 6 млрд доларів. В результаті воєнних дій підтримка Хезболли серед населення Лівану значно зросла, згідно з даними «Бейрутського центру досліджень та інформації» 25 серпня 2006 року близько 87% опитуваних підтримали боротьбу Хезболли з Ізраїлем (проти 58% у лютому). Це зробило майже неможливим активне роззброєння Хезболли урядовими військами. Навіть активний прихильник роззброєння Хезболли прем'єр-міністр Фуад Сіньора заявив що «Ліван не ворог Хезболлі» і що роззброєння повинно бути добровільним.
Станом на вересень 2006 положення резолюції 1701 продовжує повільно здійснюватися, але через відмову Хезболли роззброюватися, перспективи її повного здійснення, як і політичні перспективи Лівану, залишаються неясними.